# Großer Dieckfluss

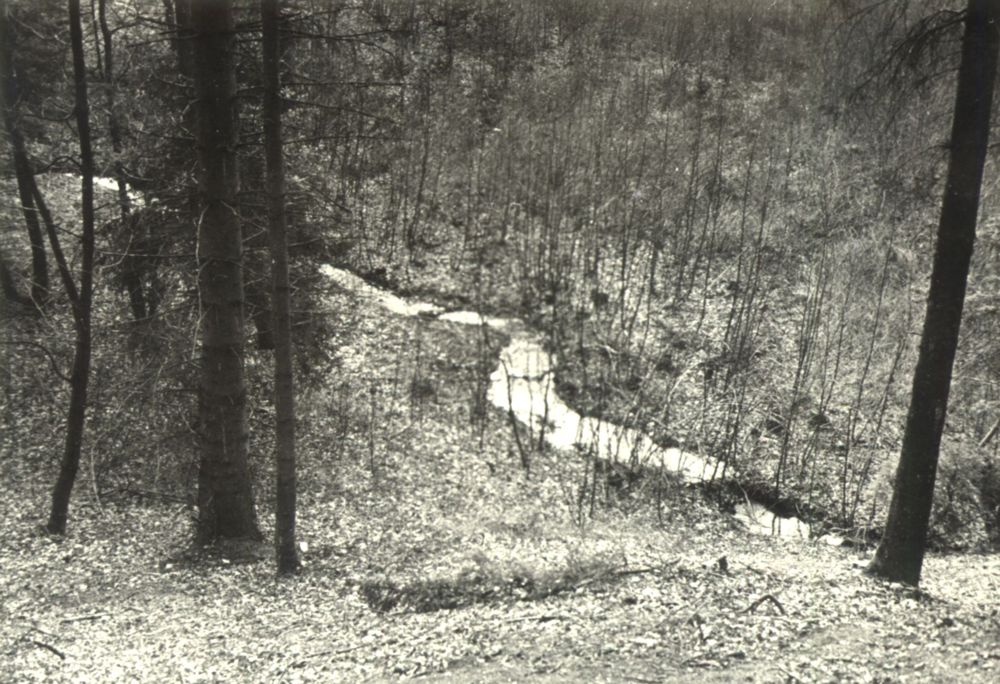
Der Große Dieckfluss zwischen Oldendorfer Schweiz und Quelle

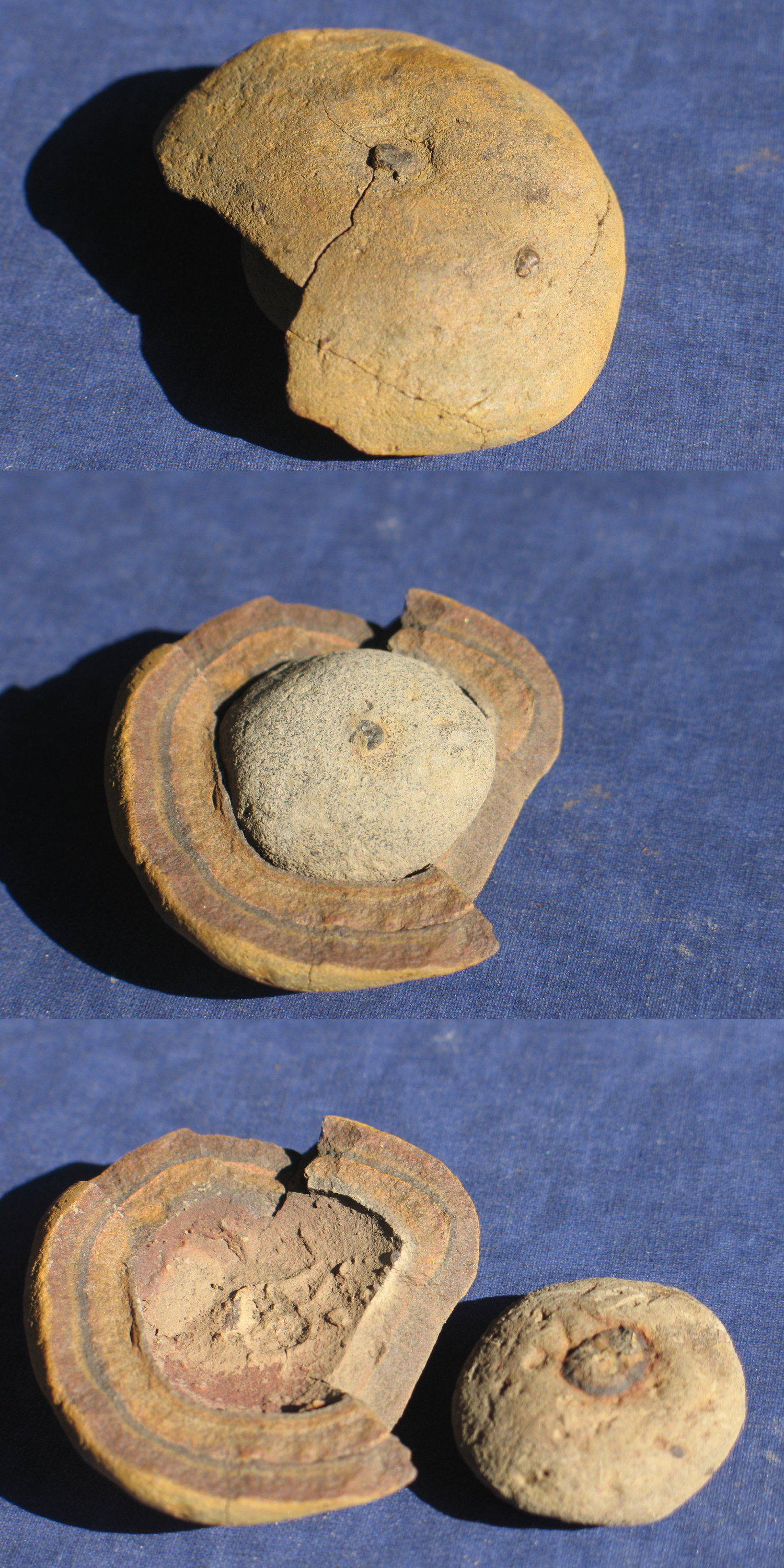
Geode des Oberen Jura (Malm) vom Bachsystem des Oldendorfer Mühlbaches

Großer Dieckfluss wird das an der Wasserscheide Balkenkamp, Stadt Preußisch Oldendorf, hervortretende Fließgewässer von 38 km Länge genannt. Als Gr. Diek Fl. wird es um die Mitte des 19. Jh. an der Nordgrenze des Altkreises Lübbecke bezeichnet, bevor der Kl. Diek Fl. einmündet, und beide zusammen als Gr. Diek in Die gr. Aue münden.
Der Große Dieckfluss ist ein linker Nebenfluss der Großen Aue, einem linken Nebenfluss der Weser, und wird gespeist aus dem Wiehengebirge, aus den Niederungen des westlichen Kreises Minden-Lübbecke im nördlichen Nordrhein-Westfalen und vom Südosthang des Stemweder Berges.

## Oberlauf
Als Oberlauf des Großen Dieckflusses wird die Strecke bis zum Eintritt in die Ebene auf gut 50 m ü. NN nördlich von Engershausen betrachtet.
Aus dem Oldendorfer Berge des Wiehen kommend hat der Bach das Wittlager Lößvorland, vgl. Lübbecker Lößland, durchmessen und tritt inmitten Engershausens in die Alsweder Niederungen und damit in die Norddeutsche Tiefebene ein.

### Quellgebiet
Die Quelle Großer Dieckfluss aufm Barkenkamp liegt im Naturschutzgebiet Limberg und Offelter Berg auf der Quellhöhe 140 m ü. NN dicht unten am Wege von Offelten und dem Kernort Preußisch Oldendorf über den entwaldeten Rücken Balkenkamp ins Eggetal mit Abzweigung zum Limberg.
Unweit östlich liegt das Quellgebiet des Landwehrbachs, südlich verläuft längs des Eggetals der (Börninghauser) Mühlenbach. Beide gehören zum Einzugsgebiet der Großen Aue.
Im Norden trennt der Bergrücken Offelter Berg 178 m ü. NN – Brümmel gegen das Einzugsgebiet des Offelter Bachs, der nordöstlich von Gut Groß-Engershausen in den Großen Dieckfluss entwässert.

### Oldendorfer Schweiz
Der Große Dieckfluss windet sich durch bewaldetes Gebiet und tritt oberhalb des Waldschwimmbades in das offene Gelände der Oldendorfer Schweiz ein, lieferte zuvor zeitweise Frischwasser für Fischteiche und wurde bis in die 1950er Jahre zur Speisung des Waldschwimmbades genutzt, Lage.
Erstmals in seinem Verlauf wurde der Bach hier höher an den Hang verlegt. Das schon damals sehr komfortable Waldschwimmbad ersetzte die Badeanstalt, welche nicht weit unterhalb der Quelle des „Bodenbachs“ errichtet und durch ihn gespeist war. Diese Badeanstalt an der Ecke Ziegeleistraße/Am Bodenbach musste bald nach 1940 dem Lufttanklager weichen, dessen Errichtung Ende 1939 beschlossen wurde. Der Bodenbach fließt durch Harlinghausen und liegt im Einzugsgebiet der Hunte und heißt im weiteren Verlauf Schröttinghauser, anschließend Heithöfer Bach.
Bedeutender Zufluss zum Großen Dieck ergibt sich bei Eintritt in die Hegge durch den linken Zufluss Eggebach.
Dieser entspringt etwa 140 m hoch nahe dem Alten Frieden vor dem Steilanstieg zur langgestreckten Egge mit 198 m ü. NN und nahe der Wasserscheide zum Einzugsgebiet der Hunte, in welches das Gebiet um die ehemaligen Stollen der Zechen auf Gründen der Bauerschaft Harlinghausen entwässerte.
Zwischen Großem Dieck am Balkenkamp und dem Eggebach nahe der Wasserscheide im Westen liegen dicht am Nordhang der Egge aufgereiht zahlreiche weitere Quellen. Das gesamte Quellgebiet entwässert durch die Pforte zur Oldendorfer Schweiz.

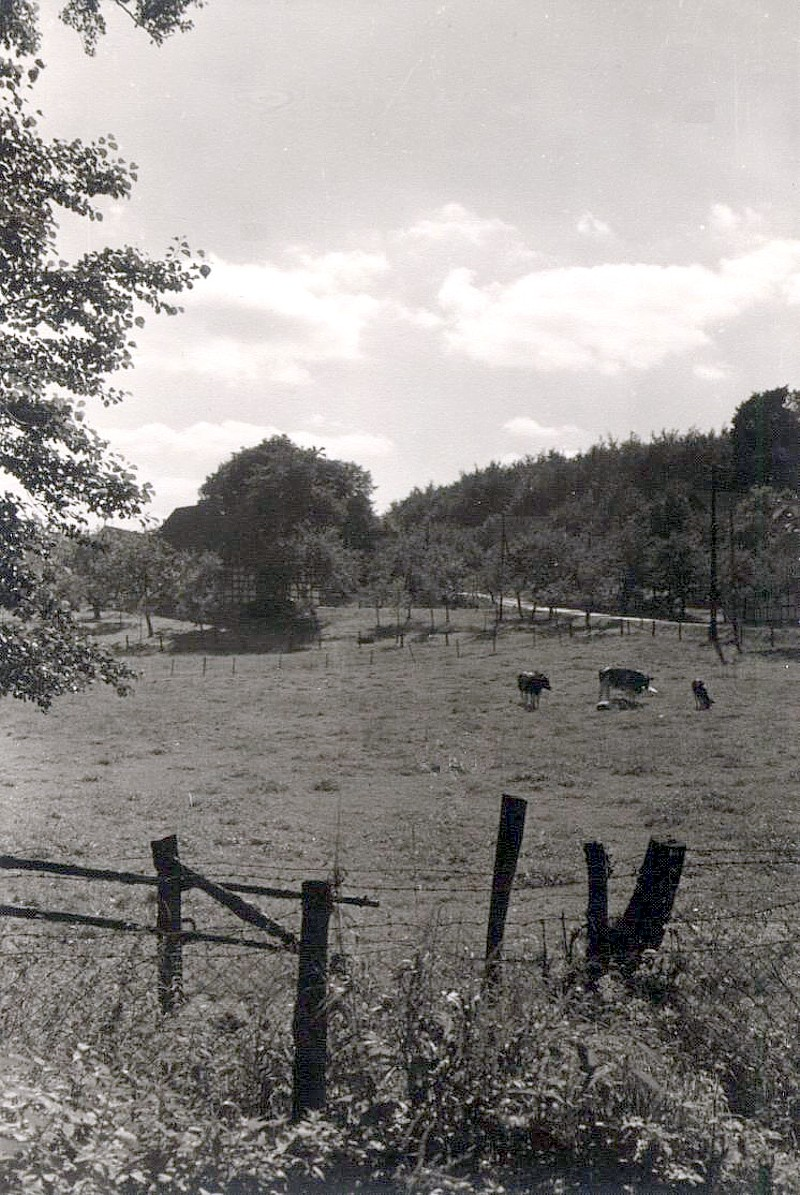
An der Pforte zur Oldendorfer Schweiz. Blick über Steinmanns Wiese zur Bergstraße (1957)

### Verkehrsadern
Der Eggebach leitet die heutige Bergstraße von Oldendorf her ins Eggetal bis zum Steilanstieg der Egge; dann lehnt sich diese Fahrstraße dem Nordhang an, bis sie am Durchbruch, einer Notstandsarbeit der Jahre um 1926, die Egge auf Harlinghauser Grund passieren kann, und sich angrenzend an Niedersachsen zur Talsohle absenkt.
In früheren Zeiten bis in die zwanziger Jahre des 20. Jh. vermittelten zwei andere von der Egge her dem Großen Dieckfluss zugeführte Bäche den Verkehr von Eininghausen und Börninghausen mit dem Stadtzentrum Oldendorf. Der Eininghauser Weg und Börninghauser Weg nahmen den direkten Weg über die Egge, folgten dabei möglichst den Bachläufen zwischen Großem Dieck und Eggebach.

### Pforte zur Oldendorfer Schweiz
Die Pfade nach Börninghausen und Eininghausen treffen am Südende der Hegge zusammen, wo etwa die vier erwähnten Bäche sich vereinigen. Am Nordende der Hegge kommen sich Aufm Brümmel und Baben Oldendorf, heute Linken Berg, so nahe, dass eine Geländestufe die Anlage einer Mühle ermöglichte. Unter anderem der baumbestandene gerade Verlauf des Großen Dieck im Bereich der 200 m langen Hegge weist auf einen – zum weiteren Male – künstlich angelegten, hangseitigen Verlauf hin, der den nötigen Höhenunterschied zur Speisung einer Mühle bereitstellt. Dazu wurde offenbar östlich rechts des Dieck Erdreich abgegraben. Der steile früher mit Bruchsteinen befestigte Weg östlich der Hegge umgeht diesen ehemals seichten, jedenfalls für Fuhrwerke unpassierbaren Taleinschnitt. Westlich heißt die Wohnstraße jüngeren Datums In der Hegge, eine Wohnsiedlung wurde in der ehemals seichten Steinmanns Wiese errichtet.
Hier in Ober Oldendorf hat der Große Dieckfluss das Oldendorfer Vorgebirge in Brümmel und Linken geteilt und die „Pforte zur Oldendorfer Schweiz“ geschaffen, sofern diese Mulde in den Ablagerungen des Mittleren Dogger nicht ohnehin durch rückschreitende Erosion hier ihren Ursprung nahm. Wo sich die Enge nach Norden öffnet, kann die Stätte des Heinrich in dem Doven Diech, später Daubendiek, Oldendorf Nr. 30, vermutet werden, heute Haus des Gastes. Der zugehörige knapp 100 m weiter nördlich gelegene, ebenfalls abgebrochene Wilken Kotten dieser Stätte ist abgebildet.

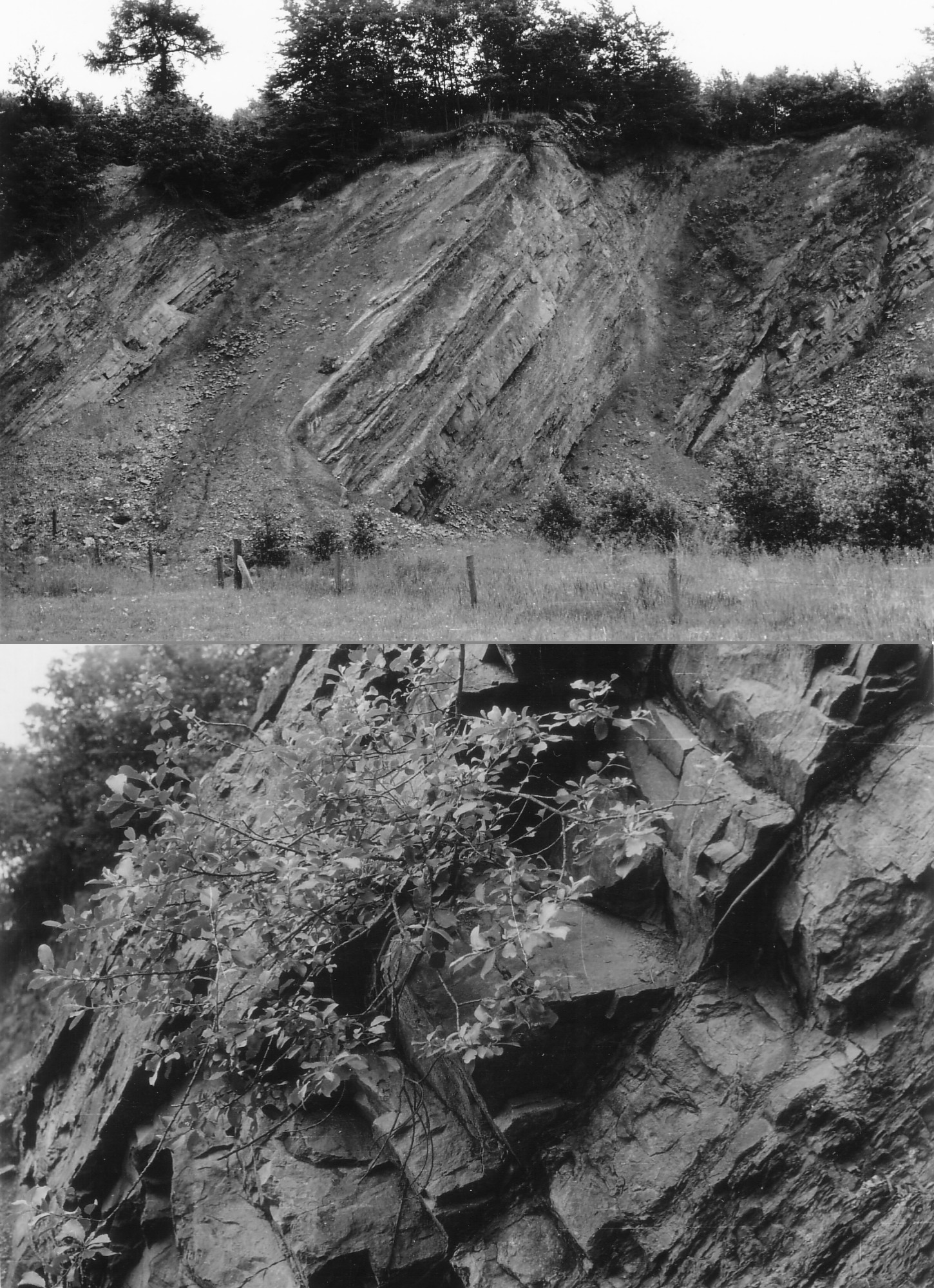
Aufschluss des Linken-Bergs vom Westen gesehen; der ehemalige Steinbruch mag die geologischen Bedingungen zur Bildung der Pforte zur Oldendorfer Schweiz verdeutlichen.

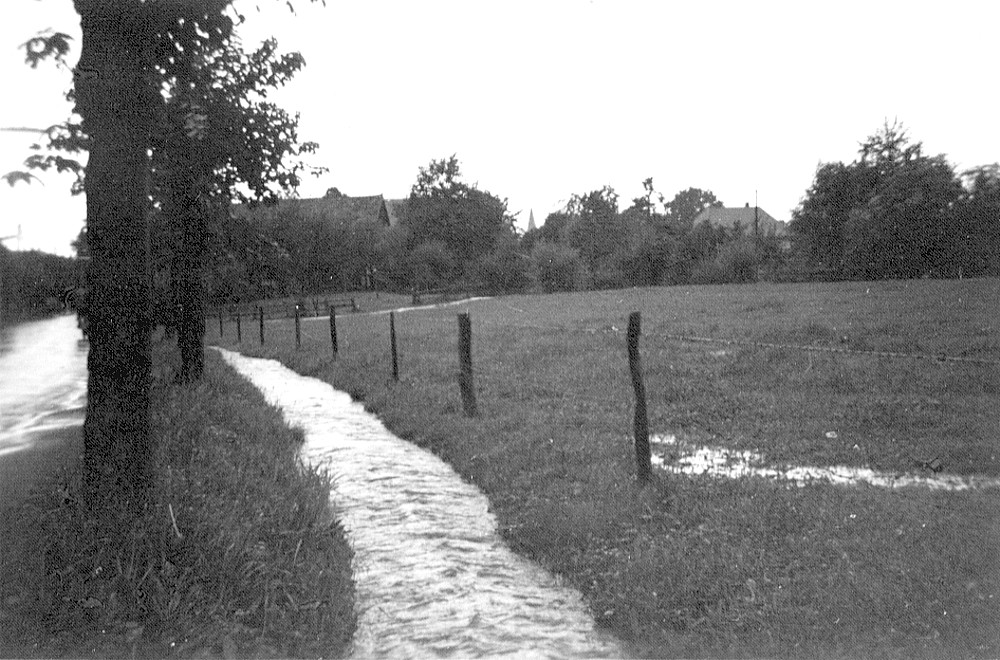
Umflut des Mühlbachs für die Ölmühle an der Bergstraße, hier 1960 nach Starkregen mit Blick zur Mühle

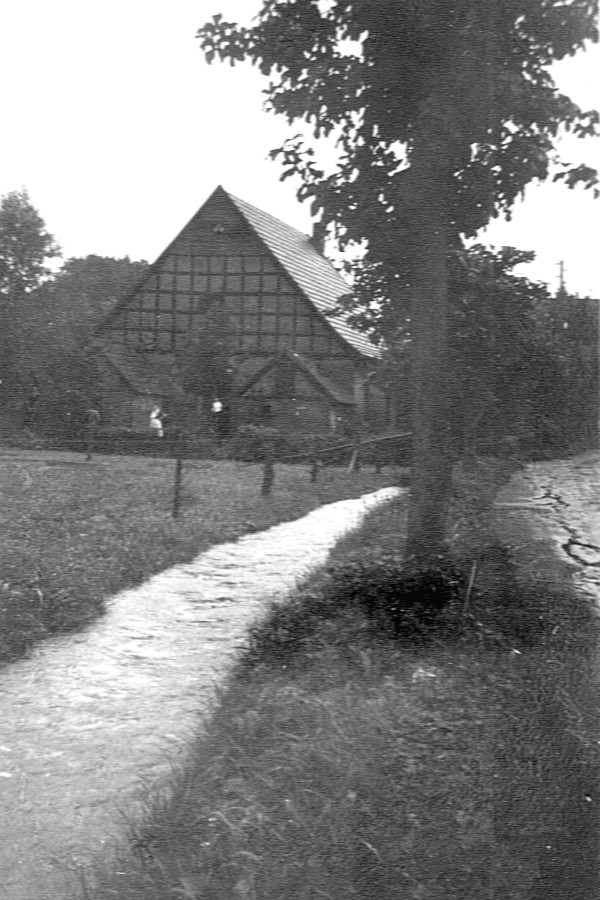
Blick über die Umflut zu Wilken Kotten, Ulmen säumten die Bergstraße

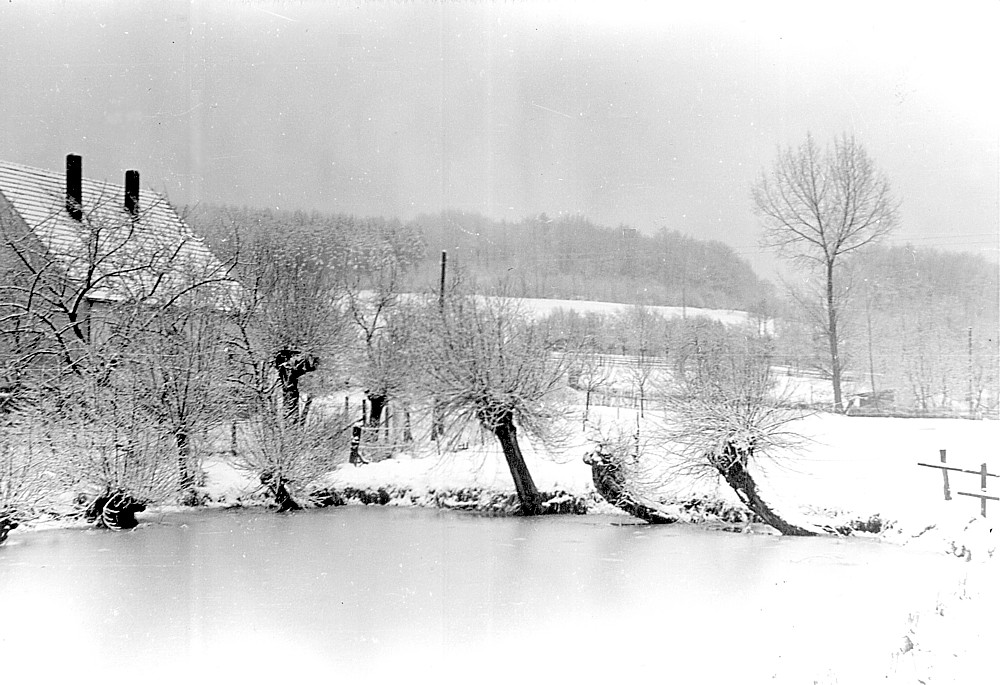
Teich der Ölmühle mit Korbweiden vor dem Brümmel im Winter 1957/58

### Wassermühlen und andere Nutzung
Die Wassermühle zu Ober Oldendorf war als oberste Mühle bekannt, später unter dem Namen Haaken Mühle; sie war eine Korn-, Öl- und  Bokemühle. Wegen beschränkter Ergiebigkeit des Baches wurde vor 1880 eine Dampfmaschine installiert; ein Sägewerk wurde ebenfalls betrieben. Um 1901 war Heinrich Haake Besitzer der Mühle, er errichtete eine größere Anlage zur Elektrizitätserzeugung. Anwohner der Linkenstraße, jetzt Bergstraße, bezogen Elektrizität, darunter das damalige Rettungshaus Pollertshof ab 1902.
Wenige hundert Meter entfernt eignete sich das Gelände wieder zur Anlage einer oberschlächtigen Wassermühle. Sie war früher als Ölmühle bekannt und noch in den fünfziger Jahren des 20. Jh. als Kornmühle – Krögers Mühle – in Betrieb. Um 1900 wurden Zichorien für Ersatzkaffee geröstet, gemahlen, in Tüten
verpackt und als Päcksken verkauft. Wiederum wurde der Bach an den östlichen Hang höher verlegt; so wurde die notwendige Fallhöhe erreicht. Für diese Mühle und ihren unmittelbar vor dem Mühlrad gelegenen Teich mussten umfangreiche Erdbewegungen hingenommen werden. Steilhänge im Gebiet zwischen den Mühlen deuten noch darauf hin. Die bei solchen Verlegungen entstandenen Senken wurden verfüllt und eingeebnet, wobei in diesem Fall an ihrer Westseite am Hang längs der Linken-, später Bergstraße, ein offener Graben angelegt wurde. Im Fall von Reparaturen am Mühlrad oder einer Regenflut diente er als Umflut für den Großen Dieck.
Zwischen diesen beiden Mühlen war der Bach im Bereich der früheren Stätte Oldendorf Nr. 30, der Stelle des jetzigen „Hauses des Gastes“, überbaut.
Unterhalb der Ölmühle beginnt das älteste Siedlungsgebiet Oldendorfs mit den am Großen Dieck aufgereihten Höfen beginnend mit der früheren Stätte Pollert, Oldendorf Nr. 1, seit Mitte des 19. Jh. zunächst Rettungshaus und jetzt die Diakonische Einrichtung Pollertshof.
Wo der Fluss das Schwarze Viertel verlässt, konnte wiederum eine Mühle angelegt werden: Köllings Mühle, im 19. Jh. mittelste oder Oldendorfer Mühle genannt.
Bevor er die Haspelstraße quert, führte der Mühlbach im 18. bis hinein ins 19. Jh. der Mikwe, dem rituellen Tauchbad der jüdischen Einwohner Oldendorfs und auswärtiger Juden das dafür erforderliche lebendige Wasser zu. Im weiteren Verlauf speiste er den Teich der vierten und letzten Wassermühle, der untersten oder „Conradis“ Mühle. Der Dieckfluss verlief danach östlich der Oldendorfer Kirche längs einer Gebäudereihe und der Straße nach Engershausen und durch diese Bauerschaft bis zum Gut Groß-Engershausen. Zu den vier Oldendorfer Wassermühlen heißt es 1704:
„diese 4 mühlen treibt ein kleine bach auß dem berg.“
Kleine Aufstauungen des Dieck – der Bache, wie man sagte – ermöglichten Wäschespülen oder die Gewinnung von Gießwasser für Gärten. Bei Frost diente Krögers Mühlteich zum Schlittschuhlaufen, zum Schollenfahren bei Tauwetter. Selbst das Waldschwimmbad konnte in den fünfziger Jahren zum Schlittschuhlaufen und für Eishockey genutzt werden; denn das Becken wurde schließlich im Winter nicht mehr geleert, um dem äußeren Druck durch Grundwasser entgegenzuwirken.
Der geschilderte Verlauf wird jetzt zwischen der Ölmühle und dem Gut Groß-Engershausen weiträumig umgangen durch einen künstlich angelegten Wasserlauf östlich von Oldendorf und Engershausen. Der Straßenname Am Bache markiert den früheren Verlauf durch das Schwarze Viertel, dessen Bezeichnung wiederum auf den verheerenden Brand des Jahres 1820 hinweist. Den vermochte selbst der nahe Bachlauf wegen der sehr dichten Bebauung nicht einzudämmen; wegen der wichtigen Funktion zur Brandbekämpfung ist Die Bache gelegentlich Brandbach genannt. Der längs des Baches am Waldschwimmbad vorbei in den Wald führende Weg könnte hierher die gelegentlich zu findende Bezeichnung Brandweg tragen.
Ab Mitte Oldendorf musste der Bach im Verlauf durch die Stadt auch Abwasser in erheblicherem Maße aufnehmen. Färbereien und Lohgerbereien waren wesentlich bis unerträglich beteiligt.

## Verlauf in den Niederungen
Ein typischer Mittellauf oder Unterlauf ist nicht erkennbar. Der Große Dieckfluss hat häufig ein eingetieftes Einheitsprofil mit direkt angrenzender landwirtschaftlicher Nutzung. Der Wasserabfluss ist durch Stauwehre regulierbar, vgl. Melioration. Auf die 33 km von Engershausen bis zur Mündung in die Große Aue entfallen 13 m Höhenunterschied.
In Engershausen erreicht der Große Dieck die Norddeutsche Tiefebene auf dem Niveau von gut 50 m, weiter verläuft er östlich des Geländes Im Alten Teich gelegen zwischen den Wasserschlössern Gut Groß-Engershausen und Schloss Hüffe. Nordöstlich des Gutes Groß-Engershausen nahm der Fluss bis 1993 die geklärten Abwässer Oldendorfs und Engershausens auf. Beim nahe westlich gelegenen Tegelland hinterließ der Fluss Ablagerungen, die seit 1864 einige Jahrzehnte der Ziegelherstellung bis zur Erschöpfung des Lagers dienten. Im Jahre 1904 musste daher die Dampfziegelei am Fuße des Linken Berges gegründet werden. Als der Schieferton am dortigen Steinbruch 1937 ebenfalls erschöpft war, wurde die Tongrube an der Bergstraße oberhalb der Oldendorfer Schweiz ausgebeutet und der Ton mittels Seilbahn heran transportiert.

### Einfluss der Wasserschlösser
Ehe der Große Dieck unter dem Mittellandkanal mit seiner Wasserhaltung auf 50,3 m ü. NN hindurch geleitet wird, erhält er Zufluss durch den Hüffer Bach, der dicht an der Schlossgräfte vorbeiführt. Das Schloss Hüffe hatte nach einem Plan Knippenbergs von 1783 „vor Zeiten“ eine Wassermühle an der alten Bache. Dabei handelt es sich anscheinend um den Großen Dieck als dem Vorläufer dieses heutigen Hüffer Bachs. Im Mindener Lehnsregister wird bereits gegen 1350 diese Huffer Mole erwähnt. Bei dem verfügbaren geringen Gefälle wird ihr Verfall nicht verhindert worden sein. Zu Schloss Hollwinkel gehört die in vergleichbarem Gelände gelegene Hollwinkler Mühle am Hollwinkler Holz, eine ebenfalls aufgegebene Mühle am allerdings weit ergiebigeren Fluss Große Aue.
Gewässersystem.
Wegen der geringen Höhenunterschiede müssen Großer Dieck und Große Aue geschichtlich als Einheit angesehen werden, die vielleicht mit Wasserrechten ausgestattet war, vgl. etwa Bifurkation. Der früheste Plan des Gebietes zwischen Hüffe und Hollwinkel aus der zweiten Hälfte des 16. Jhs. lässt die Deutung zu, dass für den Betrieb der Hüffer Wassermühle das Unterwasser der – nicht mehr vollständig erhaltenen – Umflut der Großen Aue Die Neue gegraben Strom für die Offelter Königsmühle angezapft wurde durch das Gewässer „Der Horsteke Bach“ am Spreckenhorst, dessen Lage nahe der Südspitze des Hüffer Parks genauer aus einer Karte von 1829 hervorgeht.
Dieser Plan enthält südlich noch zwei weitere Waßerläufe. Außer für den Betrieb der Mühle musste ohnehin der Zufluss zu Teichen und für die bedeutsame, ausreichende Wasserhaltung der Hüffer Schlossgräfte sichergestellt sein; Obrist Christoph von Wrisberg hatte Hüffe im Jahre 1554 erheiratet und vor Erstellung dieses Plans nach 1555 neu befestigen lassen. Das mag mit einer Verlegung von Bachläufen verbunden gewesen sein; Wrisberg erbaute westlich vom Schloss eine Bockwindmühle in der Oldendorfer Mark. Der Plan mit wesentlichem Bezug zu Hüffe aus der zweiten Hälfte des 16. Jhs. sind nur die östlich Hüffes benachbarten Mühlen enthalten.
In diesem Plan ist zu Hüffe gehörig Die Ertbrandt im Einzugsgebiet des Dieck erwähnt. Eine Bezeichnung wie der brand könnte auf eine weitere Stelle zum  Ziegelbrennen hinweisen.
Bei geringem Gefälle hat der Fluss bei einer Höhe um 47,5 m ü. NN östlich und nördlich von Getmold ebenfalls geeigneten Lehm für das Brennen von Mauerziegeln abgelagert. In den Jahren 1861 bis 1864 errichteten drei Getmolder Colone Feldbrandöfen. Die erstere Gründung bestand noch bis nach 1880; eine andere recht ergiebige Ablagerung in diesem Gebiet wurde durch eine weitere Ziegelei noch 1905 für Mauer- und Dachziegel ausgebeutet.

### Im Umweg zur Großen Aue
In weitem Bogen holt der Große Dieck nach Westen aus, findet so seinen Lauf durch das Geest- und Schichtrücken-Gehügel, verläuft um die Erhebung des Ortes Levern herum, erreicht den Naturpark Dümmer, meidet den Sunderner Hügel von bedeutender Höhe 75,9 m ü. NN und bietet sich auf diese Weise einem großen Gebiet um 40 m ü. NN zur Entwässerung an. Der Leverner Hügel hat mit 67,9 m ü. NN die Höhe, die der Große Dieck in Ober Oldendorf bei der „obersten Mühle“ oder Ölmühle hat. Wieder treten im Gelände Bezeichnungen wie Lever Teich, Vorm und Hinterm Teiche mit dem Naturschutzgebiet Lever Teich-Lever Bruch auf. Im 18. Jahrhundert wird für südlich Levern gelegene Höfe die Ortsangabe Diekriede oder „von der Diekriede“ verwendet. „Der Große Dieck hieß bis ins 19. Jahrhundert einfach »Aue«.“ Im Lever Teich verwendet dieser Autor auch die Bezeichnung Lohnbach. — Auf die früher sehr feuchte Niederungszone deuten noch viele Bezeichnungen von Fluren. Der im 10. Jahrhundert genannte Name Liverun für Levern weise auf das schwammige Gebilde Leber hin: altfriesisch: livere, angelsächsisch: lifer, englisch: liver.
Noch flussaufwärts betrachtet, im Oldendorfer Bruche und Im alten Bruche folgt die Grenze zwischen Stadt Preußisch Oldendorf und Gemeinde Stemwede dem künstlichen Flusslauf. Die hier zu findende Bezeichnung „Kanal“ für das Gewässer weist auf die Begradigung für einen hochwasserfreien Abfluss hin, eine Maßnahme, die den weiteren Verlauf des Großen Dieck bestimmt, vgl. Renaturierung der Großen Aue. Im Bruche erfolgt Zufluss durch den Buschmannsorter Graben.
Die Geländebezeichnungen deuten auf die früher undurchdringlichen Niederungen hin; südlich trennt die Niederheide diejenige des Großen Dieck von der des Heithöfer Bachs. Quer über die Niederheide ist eine mittelalterliche Landwehr die Schanzen auf der Karte von 1837 noch kenntlich gemacht, die der Handelskontrolle und Grenzsicherung zwischen Grafschaft Ravensberg und Bistum Osnabrück diente.
Nach der Einmündung des Hollwedener Grabens von Westen her in den Großen Dieck, wendet sich dieser deutlich nach Nordost und bleibt dem Stemweder Berg fern. Der Fehrnwiesen Graben begleitet ab hier auf 7 km den Dieck auf dessen Nordseite unter Aufnahme von Bächen vom Stemweder Berg, ehe er bei den Fehrnwiesen einmündet. Nach den von rechts einmündenden Gewässern Twiehauser Graben und Kleiner Dieckfluss fließt der Tielger Bruchgraben von links zu bei erheblicher Bedeutung für die Wasserhaltung im Oppenweher Moor. Danach mündet der Große Dieckfluss in Preußisch Ströhen bei Börstel auf 37 m ü. NN in die Große Aue; zuvor unterquert er die Bundesstraße 239 und die Bahnstrecke Bünde–Bassum. Das Naturschutzgebiet Karlsmoor liegt östlich der Bundesstraße zwischen beiden Flüssen.
Historische Anmerkung: Im topographischen Kartenwerk des von Le Coq wird in der Karte Section IX von 1805 der Große Dieckfluss zweimal (westlich Niedermehnen und vor der Mündung in die Große Aue) als „die kleine Aue“ bezeichnet. Die heutige Kleine Aue heißt in der Ausgabe östlich von Rahden „der Neue Canal“.